# Gabriela Bolle
Gabriela Bolle Carrillo (Florencia, 14 de diciembre de 2000) es una ciclista de BMX colombiana de ascendencia alemana.

## Carrera

### Inicios
Gabriela Bolle Carrillo, deportista de BMX racing. Inició la práctica del BMX a la edad de 7 años de manera ocasional en la ciudad de Medellín donde residía en ese momento, posteriormente luego de trasladarse a la ciudad de Barranquilla reactivó su práctica de nuevo e incursionó al ámbito competitivo. Su primer competencia en el 2013 en el torneo nacional de bicicrós ganó medalla de plata en el Campeonato Nacional de BMX en la categoría damas 13-14 años en la ciudad de Barrancabermeja 2013, en representación del Atlántico, ese mismo año fue su primera participación en un Mundial de BMX en Auckland, New Zeland llegando clasificar hasta cuartos de final.  
| AÑO 2014 | Evento              | Categoría        | Resultado | Lugar             |
| AÑO 2014 | Mundial BMX         | damas 14 rin 20" | 8.ª       | Rotterdam-Holanda |
| AÑO 2014 | Mundial BMX         | damas 14 rin 24" | 5.ª       | Rotterdam-Holanda |
| AÑO 2014 | Campeonato Nacional | damas 13-14      | 1.ª       | Bogotá-Colombia   |

En 2015, a un mes de cumplir los 15 años, logró la medalla de plata para el Atlántico en los XX Juegos Deportivos Nacionales Carlos Lleras Restrepo, en la pista Peñamonte de Ubate-Cundinamarca en la prueba contra reloj individual Femenina de BMX.
| 2015 | Evento                    | Categoría             | Resultado | Lugar              |
| 2015 | Campeonato Continental    | damas 15 rin 20"      | 2.ª       | Santiago-Chile     |
| 2015 | Campeonato Continental    | damas 15 rin 24"      | 1.ª       | Santiago-Chile     |
| 2015 | Campeonato Suramericano   | damas 15 rin 20"      | 1.ª       | Santiago-Chile     |
| 2015 | Campeonato Nacional       | damas 15-16           | 1.ª       | Manizales-Colombia |
| 2015 | Torneo Nacional BMX Col   | damas 15-16           | 1.ª       | acumulado          |
| 2015 | XX Juegos Deportivos Nal. | contra reloj femenina | 2.ª       | Ubate-Colombia     |

En 2016 gana el campeonato nacional damas 16 años y se dedica el segundo semestre a participara en categoría superior (elite damas) en Colombia para mejorar su nivel logrando varios bronce y plata en validas del torneo nacional de BMX.

### Profesional (Championship)

#### Junior (Juvenil)
En 2017 compitió en el Campeonato Mundial de Ciclismo de Rock Hill, Estados Unidos, donde logró avanzar hasta la semifinal.
| 2017 | Evento                    | Categoría            | Resultado | Lugar                         |
| 2017 | Campeonato Nacional (Col) | Junior damas (17-18) | 1.ª       | Ubate-Colombia                |
| 2017 | Mundial BMX               | Junior damas (17-18) | 9.ª       | Rockhill-USA                  |
| 2017 | Campeonato Panamericano   | Junior damas (17-18) | 3.ª       | Santiago del Estero-Argentina |
| 2017 | Campeonato Continental    | Junior damas (17-18) | 2.ª       | Santiago del Estero-Argentina |

Se graduó del Colegio Alemán de Barranquilla en junio de 2018.

#### Mundial de BMX en Bakú, Azerbajian, XXIII Juegos Centroamericanos y del Caribe, y Juegos Olímpicos de la Juventud 2018
En 2018 compitió nuevamente en un mundial de BMX, en este caso en Bakú, Azerbaiyán, donde obtuvo la medalla de bronce tras quedar tercera en el cuadro final detrás de Indy Scheepers y Zoë Claessens respectivamente. Acto seguido se trasladó a su país para participar en los Juegos Centroamericanos y del Caribe que se celebraron en la ciudad de Barranquilla. Allí obtuvo la medalla dorada y un mes después logró escalar hasta la primera posición del ranking mundial en la categoría Junior alcanzado los 575 puntos, seguida por la Suiza Zoë Claessens con 560 y por la neerlandesa Indy Scheepers con 399.
En los Juegos Olímpicos de la Juventud 2018 celebrados en la ciudad de Buenos Aires, Argentina, Gabriela representó nuevamente a su país, obteniendo una medalla de bronce en la prueba de BMX por equipos mixtos junto a su compatriota Juan Camilo Ramírez Valencia.

#### Elite (mayores)
Su primer año formal en la categoría Elite fue a los 19 años en 2019, en el cual logró situarse entre las 25 mejores del ranking a nivel mundial, obteniendo varias medallas de plata en carreras de puntuación C1 en Ecuador, Guatemala, Argentina, y participó como selección Colombia, obteniendo un sexto puesto en la prueba Femenina de BMX en los Juegos Panamericanos de Lima 2019. su participación en Copas del Mundo de BMX, logró llegar una Semifinal y y en las otras 3 Round hasta los 1/4 de final. en su primer mundial como Elite (mayores) en Heusden-Zolder, Bélgica logró llegar a la instancia de 1/4 de final.

## Logros

### XX Juegos Deportivos Nacionales Carlos Lleras Restrepo Ibagué y Choco 2015
| Evento       | Oro                     | Oro    | Plata                    | Plata  | Bronce                         | Bronce |
| ------------ | ----------------------- | ------ | ------------------------ | ------ | ------------------------------ | ------ |
| BMX femenino | Mariana Pajón Antioquia | 31.900 | Gabriela Bolle Atlántico | 33.634 | María Camila Londoño Risaralda | 33.856 |

### Mundial de BMX Baku, Azerbajian 2018
| Evento       | Oro                         | Oro    | Plata               | Plata  | Bronce                  | Bronce |
| ------------ | --------------------------- | ------ | ------------------- | ------ | ----------------------- | ------ |
| BMX femenino | Indy Scheepers Países Bajos | 38.038 | Zoë Claessens Suiza | 38.476 | Gabriela Bolle Colombia | 39.018 |

### XXIII Juegos Centroamericanos y del Caribe Barranquilla 2018
| Evento       | Oro                     | Oro    | Plata                    | Plata  | Bronce                    | Bronce |
| ------------ | ----------------------- | ------ | ------------------------ | ------ | ------------------------- | ------ |
| BMX femenino | Gabriela Bolle Colombia | 38.678 | Dayanna Hernández México | 39.268 | María I. Méndez Guatemala | 40.632 |

### Juegos Olímpicos de la Juventud Buenos Aires 2018
| Evento       | Oro                 | Oro    | Plata                      | Plata  | Bronce                  | Bronce |
| ------------ | ------------------- | ------ | -------------------------- | ------ | ----------------------- | ------ |
| BMX femenino | Zoë Claessens Suiza | 38.529 | Varvara Ovchinnikova Rusia | 38.955 | Gabriela Bolle Colombia | 39.173 |

### XII Juegos Suramericanos Asunción 2022
| Evento       | Oro                    | Oro | Plata                   | Plata | Bronce                     | Bronce |
| ------------ | ---------------------- | --- | ----------------------- | ----- | -------------------------- | ------ |
| BMX femenino | Mariana Pajón Colombia | 1   | Gabriela Bolle Colombia | 2     | Agustina Cavalli Argentina | 3      |

### XXIV Juegos Centroamericanos y del Caribe San Salvador 2023
| Evento       | Oro                    | Oro    | Plata                   | Plata  | Bronce                | Bronce |
| ------------ | ---------------------- | ------ | ----------------------- | ------ | --------------------- | ------ |
| BMX femenino | Mariana Pajón Colombia | 39.376 | Gabriela Bolle Colombia | 40.364 | Shayanah Howell Aruba | 41.893 |

### Juegos Panamericanos Santiago 2023
| Evento       | Oro                    | Oro    | Plata                     | Plata  | Bronce                  | Bronce |
| ------------ | ---------------------- | ------ | ------------------------- | ------ | ----------------------- | ------ |
| BMX femenino | Mariana Pajón Colombia | 34.400 | Molly Gwen Simpson Canadá | 36.000 | Gabriela Bolle Colombia | 36.500 |

### XXII Juegos Deportivos Nacionales Eje Cafetero 2023 contra reloj individual femenina
| Evento       | Oro                     | Oro    | Plata                    | Plata  | Bronce                             | Bronce |
| ------------ | ----------------------- | ------ | ------------------------ | ------ | ---------------------------------- | ------ |
| BMX femenino | Mariana Pajón Antioquia | 37.529 | Gabriela Bolle Atlántico | 38.228 | Laura Tatiana Ordoñez Urbano Cauca | 39.161 |

### XXII Juegos Deportivos Nacionales Eje Cafetero 2023 carrera BMX femenina
| Evento       | Oro                      | Oro | Plata                                  | Plata | Bronce                            | Bronce |
| ------------ | ------------------------ | --- | -------------------------------------- | ----- | --------------------------------- | ------ |
| BMX femenino | Gabriela Bolle Atlántico | 1   | Sharid Nicolle Fayad Mercado Atlántico | 2     | Valentina Muñoz Vanegas Antioquia | 3      |